# 阿里黄精
阿里黄精（学名：Polygonatum arisanense）为百合科黄精属的植物。分布于台湾岛等地，生长于海拔1,500米的地区，目前尚未由人工引种栽培。